# 蒼藍の誓い ブルーオース
『蒼藍の誓い ブルーオース』（そうらんのちかい ブルーオース、英語：Blue Oath / 簡体字中文：苍蓝誓约）は、中華人民共和国に本社を置く北京巴別時代科技股份有限公司（Babeltime）が開発し、2019年7月16日に同国内でリリースしたスマートフォン/PC用アクションRPG。中華圏での主な略称は艦S（簡体字：舰S）。
日本では香港に本社を置くZephyrus Gamesの運営により、2020年4月7日にリリースされた。

## 概要
2013年にサービスを開始した日本のブラウザゲーム『艦隊これくしょん -艦これ-』のヒットに端を発し、中華圏で数多く企画・作成された艦船擬人化を題材とするゲームの1作。中国製で日本に進出した艦船擬人化ゲームとしては、6タイトル目となる。
中国製のいわゆる「日式遊戯」ではサービス対象地域に関わらず日本の声優をキャスティングして日本語で音声を収録するのが通例になっており、本作でもその例に漏れず大勢の声優が出演している。同時にスタッフ面でも「日式」カラーを強く打ち出しているのが特徴で、ゲーム内のBGMでは藤澤慶昌を始め日本のアニメで劇伴を手掛けている複数の作曲家が参加しており、キャラクターデザインでも呉マサヒロやTonyら日本の原画家をスタート当初から起用している。
登場キャラクターの造形には3Dモデリングが使用されており、ゲームジャンルは「3D戦姫リアルタイム海戦RPG」とされている。動作環境ではスマートフォン（iOS/Android）のみならず、PC（Windows 7以上）を公式に含めている。
2022年10月26日には世界観を同じくする放置ゲーム「誓約少女 〜祝砲の元に集いし戦姫たち〜」がリリースされた。

### リリース
中国大陸では2018年に「誓约之海」の仮題で製作が発表された後、同年秋から翌年春にかけて断続的にβテストを実施し、2019年7月16日に開発元のBabeltime直営で正式リリースされた。
日本版は翌2020年2月に公式サイトとTwitterアカウントが開設され、2月27日からの事前登録を経て4月7日より正式サービスを開始。日本版独自のβテストは開催されなかったが、リリース初週からApp Store・Google Playの両ランキングでデイリー30位以内に入り、20万ダウンロードを突破した。
また、台湾・香港・マカオをサービス範囲とする繁体字中文版が香港商熊猫遊戯（Panda Games）の運営で同年6月24日にリリースされたが、同年12月31日を以て終了した。中国大陸版は2022年3月10日を以てサービス終了、最後に残った日本版も2023年8月31日15時をもってサービスを終了した。

## 世界観
ブルースフィアと呼ばれる世界で繰り広げられた戦争が終わり、その傷が癒えない中で犠牲者たちの思念は「オースエネルギー」と呼ばれる未知のパワーとなって海に集積した。やがて、このエネルギーを開発・運用する技術が確立され「戦姫」たちが誕生する。
そして時は流れ、遠く離れたアンブラ星からの侵略者・ムーバーがブルースフィアの海に蓄積されたオースエネルギーに目を付け、世界の各地に開いた一方通行の「ゲート」を経由して侵略を開始する。ブルースフィアの人々は突如として出現した侵略者によるオースエネルギー簒奪に為す術もなく辛酸を舐め続けたが、やがて通常のゲートとは異なり2つの世界を往来する「ソロモンゲート」が開くタイミングを狙い、戦姫たちが反撃する作戦が立案される。
こうして、ブルースフィアの運命は戦姫と彼女らを率いる指揮官の手に委ねられたのであった。

## ゲームシステム
PCクライアントを起動する場合、タイトル画面でQRコードを表示してスマートフォン（iOS/Android）上のアプリで読み取る必要がある。また、課金アイテムの購入はスマートフォン上からのみ対応。

### 戦闘
3Dレンダリング形式を使用しており、最大6隻までの出撃が可能。前衛・後衛による配置艦種の制約はない。
敵艦との距離順に近距離（駆逐艦の艦砲射程）・中距離（魚雷攻撃および、巡洋艦の艦砲射程）・遠距離（戦艦の艦砲射程）・特殊距離（空母の艦載機のみ攻撃可能）の4段階があり、特殊距離以外は緑色の円で射程範囲が表示される。
開始時点で敵艦の配置が不明な索敵マップの場合、艦隊に空母が編成されていると索敵機を飛ばして敵艦の配置を特定するモードに切り替わる。敵艦にも空母が含まれている場合は艦載機同士で制空権を争い、その結果によって決まる制空権の割合で艦載機攻撃の与・被ダメージが変化する。

### 基地
各種の補給や回復を行う施設。

## 登場艦船・キャスト
キャストは原則として中国大陸版・日本版とも共通だが、寧海級のみ中国大陸版では中国語（普通話）音声のローカルキャストを起用している。

### 戦姫
第二次世界大戦当時の艦船を基にした擬人化キャラクター。図鑑などでは架空の陣営名が設定されているが、ストーリー上で重要な意味は持っておらず自己紹介などでは実在の国名を挙げている。

#### 桐桜
桐桜（とうおう）、中国大陸版の名称は「樱落」。大日本帝国海軍が基になっている。
| 艦種     | 艦級      | 艦名  | 声優         | 備考                          |
| -------- | --------- | ----- | ------------ | ----------------------------- |
| 戦艦     | 金剛型    | 金剛  | 沼倉愛美     |                               |
| 戦艦     | 金剛型    | 比叡  | 鈴木みのり   |                               |
| 戦艦     | 伊勢型    | 伊勢  | 明坂聡美     |                               |
| 戦艦     | 伊勢型    | 日向  | 明坂聡美     |                               |
| 戦艦     | 長門型    | 長門  | 吉岡麻耶     |                               |
| 戦艦     | 長門型    | 陸奥  | 諏訪彩花     |                               |
| 空母     | 天城型    | 赤城  | 丹下桜       |                               |
| 空母     | 加賀型    | 加賀  | 喜多村英梨   |                               |
| 空母     | －        | 蒼龍  | たかはし智秋 |                               |
| 空母     | －        | 飛龍  | 茅原実里     |                               |
| 空母     | 翔鶴型    | 翔鶴  | 大森日雅     |                               |
| 空母     | 翔鶴型    | 瑞鶴  | 森永千才     | 日本版事前登録20万人突破報酬  |
| 空母     | －        | 大鳳  | 山田麻莉奈   |                               |
| 軽空母   | －        | 龍驤  | 朝日奈丸佳   |                               |
| 軽空母   | 祥鳳型    | 祥鳳  | 安野希世乃   |                               |
| 軽空母   | 祥鳳型    | 瑞鳳  | 大橋彩香     |                               |
| 軽空母   | 隼鷹型    | 隼鷹  | 田中美海     |                               |
| 重巡洋艦 | 妙高型    | 妙高  | 田中理恵     |                               |
| 重巡洋艦 | 妙高型    | 羽黒  | 柚木尚子     |                               |
| 重巡洋艦 | 高雄型    | 高雄  | 川澄綾子     |                               |
| 重巡洋艦 | 高雄型    | 愛宕  | 白石晴香     |                               |
| 重巡洋艦 | 高雄型    | 摩耶  | 田中美海     |                               |
| 重巡洋艦 | 高雄型    | 鳥海  | 和氣あず未   |                               |
| 重巡洋艦 | 利根型    | 利根  | 花澤香菜     |                               |
| 軽巡洋艦 | 天龍型    | 天龍  | 小倉唯       |                               |
| 軽巡洋艦 | 球磨型    | 北上  | 沼倉愛美     |                               |
| 軽巡洋艦 | 球磨型    | 大井  | 鈴木みのり   |                               |
| 軽巡洋艦 | 川内型    | 川内  | 阿澄佳奈     |                               |
| 軽巡洋艦 | 川内型    | 神通  | 種田梨沙     |                               |
| 軽巡洋艦 | 川内型    | 那珂  | ひと美       |                               |
| 駆逐艦   | 特型I型   | 吹雪  | 石川由依     |                               |
| 駆逐艦   | 特型II型  | 綾波  | 加隈亜衣     |                               |
| 駆逐艦   | 特型III型 | 電    | 戸田めぐみ   | 日本版は未登場                |
| 駆逐艦   | 初春型    | 初春  | 日高里菜     |                               |
| 駆逐艦   | 白露型    | 夕立  | ひと美       |                               |
| 駆逐艦   | 白露型    | 時雨  | 大森日雅     |                               |
| 駆逐艦   | 陽炎型    | 雪風  | 花澤香菜     |                               |
| 駆逐艦   | 島風型    | 島風  | 咲谷怜奈     |                               |
| 補修艦   | 敷島型    | 朝日  | 日高里菜     | 2022年3月22日プレイアブル追加 |
| 潜水艦   | 伊168型   | 伊168 | 咲谷怜奈     |                               |

#### ソサエティ
ソサエティ（Society）、中国大陸版の名称は「合众」。アメリカ海軍が基になっている。
| 艦種     | 艦級                  | 艦名                    | 声優       | 備考   |
| -------- | --------------------- | ----------------------- | ---------- | ------ |
| 戦艦     | ペンシルベニア級      | ペンシルベニア          | 柚木尚子   |        |
| 戦艦     | ペンシルベニア級      | アリゾナ                | 咲谷怜奈   |        |
| 戦艦     | コロラド級            | コロラド                | 佐倉綾音   |        |
| 戦艦     | コロラド級            | メリーランド            | 戸松遥     |        |
| 戦艦     | コロラド級            | ウェストバージニア      | 佐倉綾音   |        |
| 戦艦     | ノースカロライナ級    | ノースカロライナ        | 茅野愛衣   |        |
| 戦艦     | ノースカロライナ級    | ワシントン              | 野口瑠璃子 |        |
| 戦艦     | ニューメキシコ級      | ニューメキシコ          | 近藤唯     |        |
| 戦艦     | サウスダコタ級        | サウスダコタ            | 吉岡麻耶   |        |
| 戦艦     | サウスダコタ級        | アラバマ                | 田村ゆかり |        |
| 巡洋戦艦 | アラスカ級            | アラスカ                | 川澄綾子   |        |
| 空母     | レキシントン級        | サラトガ                | 杉浦しおり |        |
| 空母     | ヨークタウン級        | ヨークタウン            | 喜多村英梨 |        |
| 空母     | ヨークタウン級        | ホーネット              | 木村珠莉   |        |
| 空母     | －                    | ワスプ                  | 茅原実里   |        |
| 空母     | エセックス級          | フランクリン            | 成海瑠奈   |        |
| 空母     | エセックス級          | バンカー・ヒル          | 小鹿なお   |        |
| 軽空母   | －                    | ラングレー              | 鬼頭明里   |        |
| 軽空母   | －                    | レンジャー              | 日笠陽子   |        |
| 重巡洋艦 | ノーザンプトン級      | シカゴ                  | 里郁美     |        |
| 重巡洋艦 | ポートランド級        | ポートランド            | 小清水亜美 |        |
| 重巡洋艦 | ポートランド級        | インディアナポリス      | 小清水亜美 |        |
| 重巡洋艦 | ニューオーリンズ級    | サンフランシスコ        | 茅野愛衣   |        |
| 重巡洋艦 | ニューオーリンズ級    | タスカルーサ            | 大橋彩香   |        |
| 重巡洋艦 | －                    | ウィチタ                | 加隈亜衣   |        |
| 重巡洋艦 | ボルチモア級          | ボルチモア              | 藤井美波   |        |
| 軽巡洋艦 | ブルックリン級        | ブルックリン            | 堀江由衣   |        |
| 軽巡洋艦 | セントルイス級        | ヘレナ                  | 丹下桜     |        |
| 軽巡洋艦 | アトランタ級          | サンディエゴ            | 藤井美波   |        |
| 軽巡洋艦 | アトランタ級          | サンフアン              | 高野麻里佳 |        |
| 軽巡洋艦 | アトランタ級          | オークランド            | 浅倉杏美   | 初期艦 |
| 軽巡洋艦 | クリーブランド級      | クリーブランド          | 喜多村英梨 |        |
| 駆逐艦   | グリッドレイ級        | グリッドレイ            | M・A・O    |        |
| 駆逐艦   | グリッドレイ級        | クレイヴン              | M・A・O    |        |
| 駆逐艦   | グリッドレイ級        | マッコール              | M・A・O    |        |
| 駆逐艦   | グリッドレイ級        | モーリー                | M・A・O    |        |
| 駆逐艦   | ベンソン級            | ラフィー                | 村上奈津実 |        |
| 駆逐艦   | フレッチャー級        | ヒーアマン              | 釘宮理恵   |        |
| 駆逐艦   | フレッチャー級        | ホーエル                | 田村ゆかり |        |
| 駆逐艦   | フレッチャー級        | ジョンストン            | 本渡楓     |        |
| 駆逐艦   | ジョン・C・バトラー級 | サミュエル・B・ロバーツ | 守屋亨香   |        |

#### インペリアル
インペリアル（Imperial）、中国大陸版の名称は「狮心」。イギリス海軍が基になっている。
| 艦種     | 艦級                        | 艦名                       | 声優       | 備考                         |
| -------- | --------------------------- | -------------------------- | ---------- | ---------------------------- |
| 戦艦     | クイーン・エリザベス級      | クイーン・エリザベス       | 大西沙織   |                              |
| 戦艦     | クイーン・エリザベス級      | ウォースパイト             | 小清水亜美 |                              |
| 戦艦     | ネルソン級                  | ネルソン                   | 種田梨沙   |                              |
| 戦艦     | ネルソン級                  | ロドニー                   | ふじたまみ |                              |
| 戦艦     | キング・ジョージ5世級 (2代) | キング・ジョージ5世        | 中恵光城   |                              |
| 戦艦     | キング・ジョージ5世級 (2代) | プリンス・オブ・ウェールズ | 古賀葵     |                              |
| 戦艦     | キング・ジョージ5世級 (2代) | デューク・オブ・ヨーク     | 春野杏     |                              |
| 戦艦     | キング・ジョージ5世級 (2代) | アンソン                   | 愛原ありさ |                              |
| 戦艦     | キング・ジョージ5世級 (2代) | ハウ                       | 諏訪彩花   |                              |
| 戦艦     | －                          | ヴァンガード               | 栗坂南美   |                              |
| 巡洋戦艦 | レナウン級                  | レナウン                   | 能登麻美子 |                              |
| 巡洋戦艦 | レナウン級                  | レパルス                   | 安野希世乃 |                              |
| 巡洋戦艦 | －                          | フッド                     | 高野麻里佳 |                              |
| 空母     | －                          | フューリアス               | 堀江由衣   |                              |
| 空母     | グローリアス級              | カレイジャス               | 咲谷怜奈   |                              |
| 空母     | －                          | アーク・ロイヤル           | 日笠陽子   |                              |
| 空母     | イラストリアス級            | イラストリアス             | 上原あかり |                              |
| 軽空母   | －                          | ハーミーズ                 | 石原夏織   |                              |
| 重巡洋艦 | ノーフォーク級              | ノーフォーク               | 鬼頭明里   |                              |
| 重巡洋艦 | ノーフォーク級              | ドーセットシャー           | 伊藤かな恵 |                              |
| 軽巡洋艦 | アリシューザ級 (2代)        | アリシューザ               | 茅野愛衣   |                              |
| 軽巡洋艦 | エディンバラ級              | エディンバラ               | 朝日奈丸佳 |                              |
| 軽巡洋艦 | エディンバラ級              | ベルファスト               | 中恵光城   |                              |
| 駆逐艦   | G級 (2代)                   | グローウォーム             | 小倉唯     | 日本版事前登録15万人突破報酬 |
| 駆逐艦   | J級                         | ジャーヴィス               | 石原夏織   |                              |
| 駆逐艦   | S級 (2代)                   | ソーマレス                 | 杉浦しおり |                              |
| 駆逐艦   | S級 (2代)                   | サヴェージ                 | 釘宮理恵   |                              |

#### 琥珀
琥珀（こはく、Amber）、中国大陸版の名称は「来茵」。ドイツ海軍が基になっている。
| 艦種     | 艦級                     | 艦名                           | 声優       | 備考 |
| -------- | ------------------------ | ------------------------------ | ---------- | ---- |
| 戦艦     | ビスマルク級             | ビスマルク                     | 和氣あず未 |      |
| 巡洋戦艦 | シャルンホルスト級       | シャルンホルスト               | 水樹奈々   |      |
| 巡洋戦艦 | シャルンホルスト級       | グナイゼナウ                   | 戸田めぐみ |      |
| 空母     | グラーフ・ツェッペリン級 | グラーフ・ツェッペリン         | 森永千才   |      |
| 重巡洋艦 | ドイッチュラント級       | アドミラル・シェーア           | 大森日雅   |      |
| 重巡洋艦 | ドイッチュラント級       | アドミラル・グラーフ・シュペー | 野口瑠璃子 |      |
| 重巡洋艦 | アドミラル・ヒッパー級   | アドミラル・ヒッパー           | 能登麻美子 |      |
| 重巡洋艦 | アドミラル・ヒッパー級   | ブリュッヒャー                 | 近藤唯     |      |
| 重巡洋艦 | アドミラル・ヒッパー級   | プリンツ・オイゲン             | 下屋則子   |      |
| 軽巡洋艦 | ケーニヒスベルク級       | ケーニヒスベルク               | 大西沙織   |      |
| 軽巡洋艦 | ケーニヒスベルク級       | カールスルーエ                 | 石川由依   |      |
| 軽巡洋艦 | ケーニヒスベルク級       | ケルン                         | 日高里菜   |      |
| 駆逐艦   | Z1型                     | Z1                             | 小清水亜美 |      |
| 駆逐艦   | Z5型                     | Z16                            | 柚木尚子   |      |
| 駆逐艦   | Z23型                    | Z23                            | 浅倉杏美   |      |
| 駆逐艦   | Z31型                    | Z39                            | 古賀葵     |      |

#### リリウム
リリウム（Lilium）、中国大陸版の名称は「塞纳」。フランス海軍が基になっている。
| 艦種     | 艦級               | 艦名             | 声優       | 備考 |
| -------- | ------------------ | ---------------- | ---------- | ---- |
| 戦艦     | ダンケルク級       | ダンケルク       | 愛原ありさ |      |
| 戦艦     | ダンケルク級       | ストラスブール   | 村上奈津実 |      |
| 重巡洋艦 | シュフラン級       | フォッシュ       | 名塚佳織   |      |
| 重巡洋艦 | －                 | アルジェリア     | 下屋則子   |      |
| 駆逐艦   | ル・ファンタスク級 | ル・ファンタスク | 本渡楓     |      |
| 駆逐艦   | ル・ファンタスク級 | ル・マラン       | 美波わかな |      |
| 駆逐艦   | ル・ファンタスク級 | ル・テリブル     | 美波わかな |      |
| 駆逐艦   | モガドール級       | ヴォルタ         | 日高里菜   |      |

#### キューリア
キューリア（Curia）、中国大陸版の名称は「教廷」。イタリア海軍が基になっている。
| 艦種     | 艦級                     | 艦名                   | 声優       | 備考 |
| -------- | ------------------------ | ---------------------- | ---------- | ---- |
| 戦艦     | カイオ・ドゥイリオ級     | アンドレア・ドーリア   | 近藤唯     |      |
| 戦艦     | ヴィットリオ・ヴェネト級 | ヴィットリオ・ヴェネト | 高野麻里佳 |      |
| 軽空母   | －                       | スパルヴィエロ         | 富田美憂   |      |
| 重巡洋艦 | トレント級               | トレント               | 山田麻莉奈 |      |
| 重巡洋艦 | ザラ級                   | ザラ                   | 大和田仁美 |      |
| 重巡洋艦 | ザラ級                   | フィウメ               | 栗坂南美   |      |
| 駆逐艦   | ソルダティ級             | アルティリエーレ       | 近藤唯     |      |

#### ノースライン
ノースライン（North Line）、中国大陸版の名称は「北境」。ソ連海軍が基になっている。
| 艦種     | 艦級                   | 艦名                 | 声優     | 備考 |
| -------- | ---------------------- | -------------------- | -------- | ---- |
| 軽巡洋艦 | キーロフ級             | キーロフ             | 春野杏   |      |
| 軽巡洋艦 | マクシム・ゴーリキー級 | マクシム・ゴーリキー | 小澤亜李 |      |
| 軽巡洋艦 | マクシム・ゴーリキー級 | モロトフ             | 白石晴香 |      |

#### 青龍
青龍（せいりゅう）、中国大陸版の名称は「神州」。大戦期の中華民国海軍が基になっており、日本版と中国大陸版でキャストが異なっている。
| 艦種     | 艦級   | 艦名 | 声優       | 備考 |
| -------- | ------ | ---- | ---------- | ---- |
| 軽巡洋艦 | 寧海級 | 寧海 | ふじたまみ |      |
| 軽巡洋艦 | 寧海級 | 平海 | 成海瑠奈   |      |

#### アナトリア
アナトリア（Anatolia）、中国大陸版の名称は「安纳托利亚」。トルコ海軍が基になっている。
| 艦種     | 艦級       | 艦名                     | 声優     | 備考 |
| -------- | ---------- | ------------------------ | -------- | ---- |
| 巡洋戦艦 | モルトケ級 | ヤウズ・スルタン・セリム | 水樹奈々 |      |

#### コラボレーション
以下は他作品を初出とするコラボレーションイベントのキャラクターである。
| 艦種     | 艦級 | 艦名                    | 声優       | 備考                                      |
| -------- | ---- | ----------------------- | ---------- | ----------------------------------------- |
| 錬金術師 | －   | ライザリン・シュタウト  | のぐちゆり | 『ライザのアトリエ』より （同時編成不可） |
| 錬金術師 | －   | ライザ-ディヴェルの抱擁 | のぐちゆり | 『ライザのアトリエ』より （同時編成不可） |

### フェニー
ブルースフィア側の戦姫とムーバー側の戦鬼のどちらにも属さない赤の戦禽（せんき）と呼ばれる存在。第1部のストーリーパートをクリア後に期間非限定の探索で入手可能。
| 艦種     | 艦級 | 艦名 | 声優     | 備考 |
| -------- | ---- | ---- | -------- | ---- |
| 軽巡洋艦 | －   | 赤   | 浅倉杏美 |      |

### ムーバー
ブルースフィアに存在するオースエネルギーを略奪するため、アンブラ星から「ゲート」を通じて出現した侵略者たち。幹部以上の高い知能を戦闘力を持つ個体は、ブルースフィア側の戦姫との対比で戦鬼（せんき）と呼ばれる。太字はプレイアブル追加。
| 艦種     | 艦名                      | ムーバー名   | 声優       | 備考           |
| -------- | ------------------------- | ------------ | ---------- | -------------- |
| 戦艦     | ミュー（アンノウンΜ）     | 武蔵         | 咲谷怜奈   |                |
| 空母     | ゼータ（アンノウンΖ）     | 瑞鶴         | 大森日雅   |                |
| 巡洋戦艦 | イータ（アンノウンΗ）     | フッド       | 高野麻里佳 |                |
| 軽巡洋艦 | オミクロン（アンノウンΟ） | オークランド | 浅倉杏美   | 非プレイアブル |
| 駆逐艦   | ラムダ（アンノウンΛ）     | ラフィー     | 村上奈津実 |                |
| 不明     | （アンノウンΓ）           | モーリエ     | －         | 非プレイアブル |

## 用語
オースエネルギー
ブルースフィアの特定海域で採取可能な未知のエネルギー源。このエネルギーの採取・加工および活用技術が確立されたことにより、ブルースフィアの科学力は急速な発展を遂げたがムーバーの侵略により各地の採掘プラントが占領され、危機に瀕している。
戦姫（せんき）
オースエネルギーを動力源とする人造人間のような存在で、艤装を身に着けた戦闘形態では通常の人間よりも高い身体能力を発揮する。艤装の形態はかつてブルースフィア全土で繰り広げられた大戦で海を駆け巡った艦船が基になっている。ムーバーの侵略が開始されて以降は、各陣営が団結する形でオースエネルギー採掘プラントの護衛とムーバーの侵攻拠点になっている「ゲート」の位置を特定し、迎撃するのが主な任務。
ゲート
ブルースフィアと遥かに遠く離れたアンブラ星を繋ぐワープルートの出入口で、ムーバーは何らかの方法によりゲートを開閉して侵攻拠点としている。開閉には一定の法則性があると考えられているが、南太平洋上のソロモン基地付近で常設的に開かれたままの「ソロモンゲート」が発見されたことにより、戦局に変化が生じ始める。

### ブルースフィアの基地
パールベイ基地
主人公たちが所属する北太平洋上の基地。当初は暫定拠点として運用されていたため他の基地に比べると設備が貧弱で予算も少ないため、管理責任者の朝日はいつも司令部への愚痴をこぼしている。
横津加基地
太平洋西部および、ソロモン基地の陥落後にインド洋を管轄に加えた大規模基地。赤城と加賀の一航戦コンビらが所属している。
サンディアブロ基地
太平洋東部を管轄する大規模基地。ポートランドが移籍前に所属していた。
ソロモン基地
ストーリーの冒頭でムーバーの襲撃を受けて陥落した基地で、南太平洋とインド洋を管轄していた。陥落後はムーバーの攻撃拠点として運用されており、付近に常時開放されたままアンブラ星と接続されている「ソロモンゲート」が存在する。
カイル基地
ヨーロッパ北西部を管轄する基地。多国籍の寄り合い所帯で明確な指揮系統が確立させておらず、アドミラル・ヒッパーが管理責任者を代行している。

## 楽曲
日本版のスタート前から、開発元のBabeltimeによりYouTubeやiTunes Store他のサイトでサウンドトラック『蒼藍誓約-出征原声集』が配信されている。
テーマ曲『紺碧の誓い』
作曲：藤澤慶昌

## 宣伝活動
日本版リリース直後の2020年4月11日にニコニコ生放送とYouTubeで実施したのを始め、不定期に公式番組の配信を行っている。
| 配信年 | 月日    | MC           | ゲスト                                   |
| ------ | ------- | ------------ | ---------------------------------------- |
| 2020年 | 4月11日 | マフィア梶田 | 本渡楓、森永千才、しょーとく             |
| 2020年 | 4月24日 | 一ノ瀬翠     | 戸田めぐみ、大森日雅、大田奈々美（広報） |
| 2020年 | 5月23日 | マフィア梶田 | 浅倉杏美、小清水亜美、しょーとく         |
| 2020年 | 8月22日 | マフィア梶田 | 浅倉杏美、高野麻里佳                     |
| 2021年 | 3月20日 | マフィア梶田 | 喜多村英梨、古賀葵、諏訪彩花             |